# Meunasah Lhok (Muara Batu)
Meunasah Lhok is een bestuurslaag in het regentschap Aceh Utara van de provincie Atjeh, Indonesië. Meunasah Lhok telt 737 inwoners (volkstelling 2010).